# Memorial Cup 1928
Der Memorial Cup 1928 war die zehnte Austragung des gleichnamigen Eishockeyturniers. Teilnehmende Mannschaften waren als Meister ihrer jeweiligen Ligen die Ottawa Gunners (Ottawa City Junior Hockey League) und die Regina Monarchs (South Saskatchewan Junior Hockey League). Der Modus sah eine Best-of-Three-Serie vor.
Die Regina Monarchs gewannen nach drei Partien ihren ersten Memorial Cup. Das Turnier wurde in Toronto ausgetragen.

## Ergebnisse
Im ersten Spiel der Serie erzielte Harold „Mush“ March alle vier Tore für die Regina Monarchs. Für die Ottawa Gunners traf im zweiten Spielabschnitt der Spieler Armstrong sowie im Schlussdrittel zweimal Syd Howe. Die Partie wurde sehr körperbetont gespielt, insgesamt wurden 22 Strafzeiten ausgesprochen.
| 21. März 1928 | Regina Monarchs | 4:3 (1:0, 1:1, 2:2) | Ottawa Gunners | Arena Gardens, Toronto Zuschauer: 8.500 |

Die zweite Partie entscheiden die Gunners nach Toren von Quinn und Tommy McInenly mit 2:1 für sich. Das einzige Tor für die Monarchs erzielte erneut Mush March im zweiten Drittel. Das Spiel wurde in der Torontoer Varsity Arena ausgetragen, die eine kleinere Eisfläche als die Arena Gardens besitzt und mit 4.500 Zuschauern ausverkauft war.
| 23. März 1928 | Regina Monarchs | 1:2 (0:-, 1:-, 0:-) | Ottawa Gunners | Varsity Arena, Toronto Zuschauer: 4.500 |

Das dritte und letzte Spiel entscheiden die Monarchs mit 7:1 Toren deutlich für sich. Mush March erzielte das einzige Tor des ersten Spielabschnitts. Später gelang ihm ein weiterer Treffer; insgesamt erzielte March somit sieben der zwölf Tore der Regina Monarchs. Die weiteren Tore der Monarchs erzielten Harold Shaw, Ken „Swede“ Williamson, Charles „Chuck“ Farrow sowie Len Dowie, der wie Mush March zwei Mal erfolgreich war. Den Ehrentreffer für die Ottawa Gunners erzielte der Verteidiger Armstrong im Mitteldrittel.
| 26. März 1928 | Regina Monarchs | 7:1 (1:0, -:1, -:0) | Ottawa Gunners | Arena Gardens, Toronto Zuschauer: 9.000 |

## Memorial-Cup-Sieger
Die Mannschaft der Regina Monarchs bestand aus den Spielern John Achtzner, Carl Bergl, Len Dowie, Charles „Chuck“ Farrow, Jim Langford, Harold „Mush“ March, G. Parron, Harold Shaw und Ken „Swede“ Williamson. Trainer und Manager der Mannschaft war Howie Milne.